# Яроцкий, Феликс Павел
Феликс Павел Яроцкий (14 января 1790 года, Пацанув — 25 марта 1865 года, Варшава) — польский зоолог и энтомолог.

## Биография
Был доктором свободных искусств и философии. С 1819 по 1862 год поддерживал деятельность созданного им же зоологического кабинета в Варшавском университете. Пополнял коллекцию, совершая научные экспедиции в восточную часть Польши и Украину. Собрал для зоологической библиотеки много важных книг. Когда он вышел в отставку, в коллекции было 65690 образцов видов, а в библиотеке 2000 томов. Следующим куратором стал Владислав Тачановский.
Автор труда Zoologia czyli zwierzętopismo ogólne podług naynowszego systemu ułożone (1821).

## Интересный факт
В сентябре 1828 года сопровождал в Берлин восемнадцатилетнего Шопена.